# Philematium femorale
Philematium femorale là một loài bọ cánh cứng trong họ Cerambycidae.